# في المعالجة
في المعالجة (بالإنجليزية: In Treatment )‏ هو مسلسل تلفزيوني أمريكي درامي يظهر على الشبكة التلفزيونية الأمريكية اتش بي او، أُنتج وطُوِرِ من قبل رودريغو غارسيا.
يتحدث المسلسل عن عالِم نفسي، اسمه الدكتور بول ويستون البالغ من العمر قرابة 50 عاماً، والذي يقوم بأداء دوره رودريغو  غارسيا، وعن جلساته الأسبوعية مع مرضاه النفسيين بالإضافة إلى تلك الجلسات مع معالجه الشخصي في نهاية كل أسبوع. كان أول ظهور  للبرنامج على شاشات التلفاز في 28 من كانون الثاني عام 2008.
إثر نيل المسلسل نجاح باهر وشهرة واسعة نقدية بالإضافة إلى تلقيه العديد من الجوائز المهمة، مثل جائزة إيمي، جائزة الغولدن غلوب، وغيرها، تم إصدار موسم جديد للبرنامج في 5 نيسان سنة 2009 والذي حاز أيضاً على جائزة بيبودي في نفس العام. أخيراً، تم إصدار الموسم الثالث والآخير في 26 تشرين الأول (أكتوبر).

## وصلات خارجية
- الموقع الرسمي
- في المعالجة على موقع IMDb (الإنجليزية)
- في المعالجة على موقع ميتاكريتيك (الإنجليزية)
- في المعالجة على موقع روتن توميتوز (الإنجليزية)
- في المعالجة على موقع فيلمافينيتي (الإسبانية)
- في المعالجة على موقع كينوبويسك (الروسية)
- في المعالجة على موقع ألو سيني (الفرنسية)
- في المعالجة على موقع قاعدة بيانات الفيلم (الإنجليزية)